# 1909 у радіо

## Події
- Вперше передано сигнал SOS по радіо. Вчасно поданий, він зберіг життя 1700 членів екіпажів та пасажирів при зіткненні суден «Республіка США» та «Флорида»
- Генерал-майор корпусу зв'язку США, доктор філософії Джордж Сквієр винайшов метод передачі кількох радіограм одночасно по телефонній лінії — «дротове радіо», що масово використовувалося в СРСР